# 鼠小僧
鼠小僧（ねずみこぞう）こと次郎吉（じろきち、 寛政7/8/9年〈1795年/1796年/1797年〉 - 天保3年8月19日〈1832年9月13日〉）は、江戸時代後期（化政期）の泥棒。鼠小僧次郎吉として知られる。最期は捕縛され獄門に処されたが、大名屋敷のみを狙って盗みに入り、人に傷を負わせることもなかったことから、後世には義賊として伝説化された。
本業は鳶職であったといわれる。

## 生涯

### 生い立ち - 盗人稼業へ・1度目の捕縛
生年は寛政7年（1795年）、8年（1798年）もしくは9年（1797年）とも。
江戸堺町の歌舞伎小屋・中村座の木戸番を勤める定七（貞次郎・定吉とも）・かん夫婦の長男として大坂町（現在の日本橋人形町）に生まれる。幼少の頃建具職人の弟子となったが、16歳で親元へ帰った。その後は鳶人足となったが、博打を好み不行跡のため父親から勘当され文政4年（1821年）4月16日に久離帳外となっている。その後は賭博で身を持ち崩し、その資金稼ぎのために盗人稼業に手を染めるようになったと伝わる。
文政6年（1823年）ごろから泥棒に入るようになり、28箇所32回の侵入で751両余、銭7貫余を盗み出した。しかし文政8年（1825年）2月3日、土浦藩上屋敷（現：日本橋蛎殻町二丁目。当時の藩主は奏者番の土屋彦直）に忍び込んだ所を捕縛された。南町奉行・筒井伊賀守の尋問を受けるが、この屋敷では盗みをはたらく前に捕らえられたことをいいことに余罪については白を切り、入墨の上で中追放の刑を受けた。

### なおも続く盗人稼業 - 2度目の捕縛・処刑
中追放は三都や東海道筋への止住を禁じる刑罰だが、その地域の通行までは禁じられなかったため、江戸に居住を続けて外出時だけ草鞋を履いて旅中と偽る者が多く、次郎吉も江戸へ戻ってきた。文政10年（1827年）正月に新和泉町の酒屋で800両を紛失する事件が起きた際は拘引されたものの前科を隠し難を逃れた。
その後も泥棒稼業を続け、塀を乗り越えたり通用門から紛れ込んだりといった手段で侵入し、武家屋敷70箇所、89回にわたり長局や奥向での盗みをはたらいた。その間じつに金2334両2分、銀4匁3分、銭3貫372文を盗み出した。天保3年5月8日（1832年6月6日）（日付については5日/6日などの諸説あり）、日本橋浜町の上野国小幡藩屋敷（当時の藩主は松平忠恵）に忍び込んだ際に同藩の侍に取り押さえられ北町奉行所に身柄を引き渡された。
北町奉行・榊原忠之の尋問に対し、次郎吉は総額1万2000両ばかりを盗みだしたと語り周囲を驚かせたが、この数字は誇張の可能性もある。次郎吉が記憶している限りでは、合計99箇所の屋敷にのべ120回の侵入を繰り返し、3000両余りを盗み出したことが記録されている。被害額が最大の大垣藩屋敷（藩主・戸田氏庸）では土蔵から422両を盗まれたが、10両前後の被害を受けたケースが多い。忍び込んだが何も盗めなかった屋敷もあるほか、自身の妹が奉公していた加賀藩邸にはあえて侵入していない。盗んだ金の使い道は酒食、女遊び、賭博であった。
3ヶ月後の8月19日（9月13日）に引廻しの上獄門の判決が下された。なお、当時の法律上、被害者の身分が高いか低いかで、刑を決めるとは明記されていないため、裁判では「盗みに入った相手が身分の高い者ばかりという事で、刑を加重するのは問題ではないか」という点で争いが起きており、議論が紛糾したという。
引き回しの際には牢屋敷のある伝馬町から日本橋、京橋のあたりまで、既に有名人であった鼠小僧を一目見ようと野次馬が大挙して押し寄せたという。引廻しの際の鼠小僧は上は黒の麻帷子、下は更紗で帯は八端、顔には薄化粧をしていたという。処刑は品川（鈴ヶ森刑場）で行われたとする文献もあるが、小塚原刑場で行われたともされ、後述する松浦静山の家臣は千住（小塚原刑場）へ晒し首を見に行っている。処刑時の年齢は36歳、37歳、38歳などの説がある。

### 没後
墓は両国の回向院にあり、墨田区の有形民俗文化財となっている。参拝客は長年捕まらなかった幸運にあやかろうと、墓のお前立ちを削って持ち帰り、お守りにしている。また愛知県蒲郡市の委空寺にも母親の手によるとされる墓を移設したものがある。その他、南千住の小塚原回向院、愛媛県松山市、岐阜県各務原市等にも鼠小僧に恩義を受けた人々が建てた等と伝えられる墓がある。

## 人物

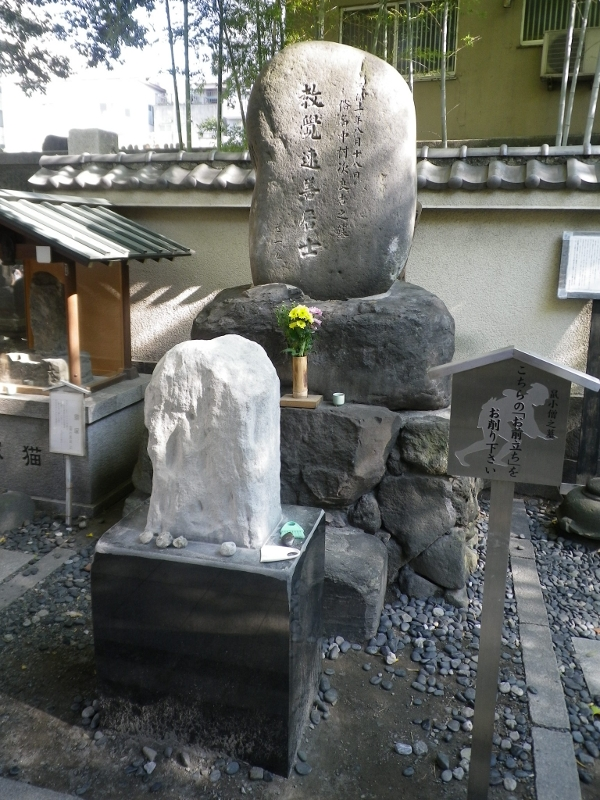
鼠小僧墓（両国回向院）

源次郎（弟の名前）、魚屋治三郎、次兵衛といった偽名を用い、佐内町、檜物町、向町、赤坂田町、深川中島町、永代寺門前仲町、深川山本町、本所新右衛門町、神田新銀町と居所を転々とした。次郎吉は女房も頻繁に替えており、かつ、いち、さん、みちという4人の酌婦と連れ添ったり離縁したりを繰り返した。
長谷川時雨の祖母も鼠小僧の引廻しを見たらしく、『旧聞日本橋』には「鼠小僧は小がらな、うすあばたのある、ちいさな男のよし」という時雨が母から伝えられた内容が記述されている。
鼠小僧は賭博で勝ち逃げをしたり、負けて引き下がって場を白けさせたりしなかったということで、賭場での評判は良かったとされる。
愛知県蒲郡市には、鼠小僧の生まれは現在の同市神明町であるとの伝承がある。
『浮世の有様』には、鼠小僧の捕縛後に江戸で広まった以下のような大名を揶揄する狂歌が取上げられている。
- 百の諸侯盗まれし数は百廿二 二三度逢ひし馬鹿も有るらむ

- 鼠てふ賊捕へしとだいみやう（大名）は 治世[注 2]なるかな治世なるかな

元平戸藩主・松浦静山は平戸藩邸に2度にわたり鼠小僧に盗みに入られた被害者の一人であるが、その随筆『甲子夜話』では複数回にわたり鼠小僧に言及があり、多くの噂が書き留められている。
- このごろ都下に貴族や国主の邸宅に入る盗人がいるらしく、人を傷つけず器物は盗らずに金銀だけを盗っていくという。どこから入ったものか分からないので、鼠小僧と呼ぶという。（巻43[36]）
- 姫路侯の分家の後妻と親しいという、箏を弾く尼から聞いた話である。姫路侯の隣の屋敷で能が催された際、中入りの時に舞台中央に月代を生やし伊達模様の単を着て脇差を差した18、9歳ほどの男が突然現れ、主人が追い払うように命じたものの忽然と消えてしまい、捜索するも発見できなかった。舞台には「鼠小僧御能拝見」と書かれた紙片が残されていたという。（巻49[36]）
- 松平周防守が大坂城代だった時、江戸の藩邸は婦女子ばかりとなり、この盗人が2度にわたり侵入した。長局の各部屋の障子に中の様子を窺う穴を開け、ある部屋では鼈甲の笄や簪などを取り出して並べ、銀簪は曲げられていたがそれらは盗らずに金銀だけを盗んでいき、ある部屋では細工切れが取り出されて並べられていた。瀬山という老女は私の知人だが、その部屋も同様だったという。（巻49[36]）
- 鼠小僧という名前の由来は、小穴のような人の通れないところを出入りし、壁を登り梁を走ることが鼠のようだからであり、小僧というのは盗人を茶化した呼び名である。（続篇78[37]）
- ある人が言うには、鼠小僧を捕らえた松平家では、以前金子を紛失した際、警備の役人が責を負わされて獄死したが、「犯人を捕らえて怨みをあの世で晴らす」と言い残して死んだので、この屋敷で捕縛されたのはこの役人の報いであるとのことだ。（続篇78[37]）
- 鼠小僧は町奉行の吟味に対し、「夜よりは昼間の方が入りやすい。大抵江戸部屋や上総部屋という人足部屋があるので、その部屋に行くと言えば門番所はだいたい通れる。門を入ってしまえば便所に籠もり、人が来たら咳をすれば怪しまれない。奥向は厳重そうに見えて女ばかりで咎められにくいので夜は奥向を狙うのがよい。」と答えた。（続篇78[37]）
- 吉原で巨額を使ったことに対し、身請けすればよいではないかと言われると「女郎は女郎として楽しむのがよく、女房にしてしまったらただの女になってしまう」と答え、吟味与力は当惑した。（続篇78[37]）
- わが屋敷に盗みに入ったとあるのは、6、7年前に2回鳥越の屋敷に入ったものだろうか。1度目は長局女中部屋の1両、2度目は長局の銀2朱と銭大量を盗ったというけれど、先に書き写した盗んだ額の表に見える7両というのと計算が合わず、記憶違いもあるのだろう。（続篇78[37]）
- 囲い者も数人いたようで、町同心が捕縛に向かったが皆離縁状を持っており無関係だと言い張られた。これは鼠小僧が事前に察して渡しておいたものに違いなく、盗人なりの仁義なのだろう。（続篇78[37]）
- 鼠小僧は近眼だというが、どうやってあの軽業をこなしたものだろうか。（続篇81[37]）
- 金座には3度侵入したが、見回りが頻繁に来るため内まで入ることはできなかったという。（続篇81[37]）
- 鼠小僧の普段の暮らしは博打をする以外は実直に見え、冬も袷一枚だけで贅沢をしなかったというが、江ノ島には男芸者10人を連れて行ったともいい、首尾一貫していない。（続篇81[37]）
- 去る8月19日、飯倉へ能を見に行く途中、引廻しが来ると言って人垣ができており、それが鼠小僧だと聞いて「記録している鼠小僧を実見できるとは運のよいことだ」と喜んで駕籠を進めたが逢うことなく飯倉に着いてしまい無念なことだ。（続篇81[37]）
- 千住で処刑されたと聞いたので、家臣に獄門首を見に行かせた。その報告では、平たく丸顔で、肉付きは良い方、色白で薄いあばたがあり、眉は普通より薄く目は小さく見え、悪人面ではなく柔和で職人らしく見える。（続篇81[37]）
- 聞くところによると、町屋から70両を盗んだ際、後日その家が店を閉めて静まりかえっているのを見て、情にかられて70両を返し、それ以来大名屋敷のみを狙うようになったという。慈悲は心得ているようだが、敬忠を分かっていないのは獣と同じようなものだ。（続篇81[37]）

## 義賊伝説をめぐる虚像と実像
鼠小僧について「金に困った貧しい者に、汚職大名や悪徳商家から盗んだ金銭を分け与えた」という義賊伝説がある。事実、次郎吉が捕縛された後に役人による家宅捜索が行われたが、盗まれた金銭はほとんど発見されなかった。しかし鼠小僧の記録を見ると盗んだ金銭を分け与えた事実はどこにも記されておらず、新聞記者経験もある作家の矢田挿雲は「（盗んだ金の大半は）衣食住の贅沢に費ひ其他は酒色遊興又は博奕の資本に使ひ際立って貧民に施した形跡は無い」と義賊伝説を否定している。
また鼠小僧は武士階級が絶対であった江戸時代に於いて、大名屋敷を専門に徒党を組むことなく一人で盗みに入ったことから、歌舞伎や時代劇などでは江戸時代における反権力の具現者のように描かれることが多い。しかし、次郎吉が大名屋敷に限って盗みに入った理由については自身で説明しており、武家屋敷は外見が厳重なばかりで、屋敷内は警備が手薄で出入りが容易であったこと、屋敷内の奥向、長局は役人たちも遠慮して入らないため、万一見とがめられても逃げるのに都合がいいことなどを挙げている。これを受け江戸学の祖として知られる三田村鳶魚は「便宜上武家屋敷を選定したのであって、決して被害者の境遇に対する思慮を有する訳ではなかったのが知れる。武家屋敷と云った処が男禁制の奥向ばかりを目掛けて這入ったのを見れば恐れず怯まぬ胆胸があったのではない」と人物像そのものにも疑問を呈している。
一方で鼠小僧が義賊として民衆にイメージされたこのこと自体はひとつの歴史的事実であり、ハンガリーの国民的義賊ロージャ・シャーンドルに詳しい歴史学者の南塚信吾は『義賊伝説』などで鼠小僧について取り上げ、鼠小僧が主として大名屋敷から盗んだことについては「その理由がなんであれ、単純ではあるが意外に重要なことであろう。民衆の大名に対する潜在的不満が癒され、民衆の正義感につながる側面があったはずだからである」と述べている。

## 鼠小僧を扱った創作物

### 歌舞伎
- 『鼠小紋東君新形』（通称『鼠小僧』） 二代目河竹新七（黙阿弥）作、安政4年（1857年）初演
- 『治郎吉懺悔』 鈴木泉三郎作、大正12年（1923年）初演
- 『怪盗鼠小僧』 菊田一夫作、昭和37年（1962年）初演
- 『野田版鼠小僧』 野田秀樹作、平成15年（2003年）初演

### 落語
- 『蜆売り』（しじみ うり）

### 小説
- 『鼠小僧唄祭』 長谷川伸 著
- 『鼠小僧次郎吉』 芥川龍之介 著
- 『鼠小僧次郎吉』 大佛次郎 著
- 『鼠小僧次郎吉』 吉行淳之介 著
- 『鼠小僧別伝』 江見水蔭 著
- 『鼠小僧別伝』 直木三十五 著
- 『鼠小僧外伝』 菊池寛 著
- 『次郎吉格子』吉川英治著
- 『鼠シリーズ』 赤川次郎著

### 映画
- 『鼠小僧次郎吉』（2部作） 昭和7年（1932年）、松竹、監督：衣笠貞之助・秋山耕作、主演：林長二郎
- 『鼠小僧次郎吉』（3部作） 昭和8年（1933年）、日活、監督：山中貞雄、主演：大河内伝次郎
- 『鼠小僧次郎吉』 昭和40年（1965年）、大映、監督：三隅研次、主演：林与一
- 『ねずみ小僧怪盗伝』 昭和59年（1984年）、松竹、監督：野村芳太郎、主演：中村雅俊

### テレビドラマ
- 『怪盗ねずみ小僧』 昭和40年（1965年）-昭和41年（1966年）、TBS、鼠小僧：三木のり平
- 『大江戸捜査網アンタッチャブル』-昭和45年（1970年）、東京12チャンネル、杉良太郎版 第1シリーズ 第5話「ねずみ小僧只今参上」 鼠小僧次郎吉：松山英太郎
- 『銭形平次』-昭和47年（1972年）第313話「日本一の大泥棒」、フジテレビ、鼠小僧：萩本欽一
- 『必殺からくり人』-昭和51年（1976年）第1話「鼠小僧に死化粧をどうぞ」、毎日放送、鼠小僧：財津一郎
- 『江戸を斬る』昭和50年（1975年）-昭和56年（1981年）、TBSテレビ、鼠小僧：松山英太郎(II～VIまで)
- 『怪盗鼠小僧といれずみ判官』 昭和56年（1981年）、フジテレビ「時代劇スペシャル」、鼠小僧：若山富三郎
- 『大江戸捜査網』昭和56年（1981年）- 昭和57年（1982年）、テレビ東京、松方弘樹版 第2期 33話「魔の刻参上！夜の勝負師」 鼠小僧：B&B
- 『大江戸捜査網』昭和57年（1982年）- 昭和58年（1983年）、テレビ東京、松方弘樹版 第3期 23話「子の刻参上！帰って来た鼠小僧」 鼠小僧：下川辰平
- 『鼠小僧次郎吉 必殺の白刃』 昭和58年（1983年）、フジテレビ、鼠小僧：林与一
- 『八百八町夢日記』 平成元年（1989年）・平成3年（1991年）-平成4年（1992年）、日本テレビ、鼠小僧：風間杜夫
- 『ねずみ小僧次郎吉 〜勢揃い菊五郎劇団世直し義賊大奥秘話〜』平成4年（1992年）、TBSテレビ、次郎吉：尾上菊五郎[注 3][43]
- 『熱血!周作が行く』　平成12年（2000年）、テレビ朝日、次郎吉：山本太郎
- 『喰いタン2』
- 『鼠、江戸を疾る』平成26年（2014年）、NHK、鼠小僧：滝沢秀明

#### 女ねずみ作品
鼠小僧を扱ったテレビドラマ作品の中には「女ねずみ」という架空のキャラクターを扱った作品も存在する。これら作品に登場する「鼠小僧」は鼠小僧次郎吉本人ではなく、彼の娘ないしは孫娘が父ないしは祖父の処刑から数年の時を経て江戸の庶民のために「鼠小僧」の名を受け継ぎ活躍するという設定となっている。
- 『浮世絵 女ねずみ小僧』 昭和46年（1971年）・昭和47年（1972年）・昭和49年（1974年）、フジテレビ、鼠小僧：小川真由美
- 『ご存知 女ねずみ小僧』 昭和52年（1977年）、フジテレビ、鼠小僧：小川真由美
- 『女ねずみ小僧』 平成元年（1989年）、フジテレビ、鼠小僧：大地真央
- 『大江戸捜査網』 平成2年（1990年）- 平成3年（1991年）、テレビ東京、橋爪淳版 第1期 19話 「女ねずみ小僧秘話！仇討ち佐渡情話」 鼠小僧（おりょう）：芦川よしみ
- 『遠山の金さんVS女ねずみ』平成9年（1997年）- 平成10年（1998年）、テレビ朝日、鼠小僧（お小夜・お紺）：古手川祐子
- 『名奉行!遠山の金四郎』平成29年（2017年）、TBS、おせん（先代鼠小僧）：稲森いずみ

### 漫画・アニメ
- 『風雲児たち』 - 化政編に登場。
- モンキー・パンチ作品
  - 『ルパン三世 (TV第2シリーズ)』第24話「怪盗ねずみ小僧現わる」 - 四代目鼠小僧次郎吉が登場。
  - 『幕末義人伝 浪漫』 - 二代目鼠小僧浪漫が主人公として登場。
- 『もーれつア太郎』
- 『MOUSE』 - 主人公は鼠小僧の子孫であるという設定。
- 『サンリオ』 - ボ・ボクねずみ小僧だい！

### ゲーム
- 『任侠伝 渡世人一代記』 ‐ ランダムイベント「ねずみ小僧をつかまえろ」で登場。

### 舞台
- 『鼠小僧次郎吉』（1969年） - 佐藤信作・演出。アンダーグラウンド・シアター自由劇場公演[44]。シリーズ作品として『浮世混浴鼠小僧次郎吉』『陰画絵本鼠小僧次郎吉』『恋々加留多鼠小僧次郎吉』『嗚呼鼠小僧次郎吉』がある。
- 『風の次郎吉 - 大江戸夜飛翔 -』（2015年） - 宝塚歌劇花組公演としてシアタードラマシティと日本青年館で上演。脚本・演出は齋藤吉正、主演は北翔海莉（専科）